# Steve Hood
Steven Lamarr Hood, detto Steve (Gilroy, 4 aprile 1968), è un ex cestista statunitense, professionista in Europa, Australia e Giappone.

## Carriera
È stato selezionato dai Sacramento Kings al secondo giro del Draft NBA 1991 (42ª scelta assoluta).

## Palmarès
- McDonald's All-American Game (1986)